# Are You Ready (Anna Abreu)
Are You Ready è il terzo singolo della cantante finlandese Anna Abreu, estratto dal suo primo album omonimo.